# Астън Мартин Ф1
Астън Мартин (на английски: Aston Martin) е британски производител на автомобили, който през различни периоди участва във Формула 1 под различни форми. Към 2024 г. „Астън Мартин“ е представен в Световния шампионат на Формула 1 като конструктор от свой отбор – „Астън Мартин Арамко Ф1“ (на английски: Aston Martin Aramco F1 Team). Централата му е разположена в селцето Силвърстоун, Великобритания.
Отборът е собственост на Лорънс Строл. От сезон 2023 пилоти на отбора са Фернандо Алонсо и Ланс Строл.

## История
През 1959 и 1960 г. болиди на „Астън Мартин“ се състезават във Формула 1 за отбора на Дейвид Браун Корпорейшън. „Астън Мартин“ участва за първи път самостоятелно във Формула 1 през сезон 1959 г., където дебютира DBR4 – модел, разработван в продължение на четири години и използващ собствен двигател. Месец по-късно два болида, пилотирани от Рой Салвадори и Карол Шелби, печелят второ и шесто място и подобряват рекорда за най-бърза обиколка на Интернешънал Трофи на пистата Силвърстоун, състезание, което не е част от официалния календар. Тези сравнително добри резултати обаче не могат да бъдат пренесени и на състезанията от официалния календар на Формула 1. DBR4 е с предно разположен двигател, а конкурентите вече имат предимството на задно разположения, освен това дългият период на разработка води до това, че използваните технологии вече не са върха на техническите постижения в автомобилния спорт. При официалния дебют във формулата на Гран При на Холандия двата болида на Астон Мартин отпадат още в началните обиколки заради повреда в двигателя. Отборът участва на още три състезания през сезона, като Салвадори записва две шести места, а Шелби – осмо. Така сезонът завършва без спечелена точка. 
За следващия сезон DBR4 е преработен и така се появява по-малкият и по-лек DBR5. Тъй като този болид още не е готов, на Интернешънал Трофи и Голямата награда на Нидерландия отново е използван DBR4, но без успех – десето място и отпадане в Англия и неявяване на старта в Холандия, породен от спор за стартовата такса. DBR5 е използван само на едно състезание (Голямата награда на Великобритания, което завършва на 11 място с отпадане), преди да се стигне до извода, че бъдещето принадлежи на болидите със задно разположен двигател. „Астън Мартин“ се оттегля от състезанията, а двата DBR5 са дадени за скрап през 1961 г.
Един от четирите DBR4 (от тях до днес са запазени три) е изпратен в Австралия, където 2.5-литровият двигател е заменен от трилитров (затова този болид е известен като DBR4/300). Лекс Дейвъсън и Биб Стилуел се състезават с него в австралийски и новозеландски надпревари с болиди.
През 2009 г. Продрайв на Дейвид Ричардс подава документи за участие в сезон 2010 на Формула 1. Предвидено е отборът да получава техническа помощ и двигатели от Макларън Мерцедес, като през 2010 г. той се казва Продрайв F1, а от 2012 г. ще се състезава под името Астън Мартин. Счита се, че различните наименования са продиктувани от клауза в договора между Ричардс и Форд, според която за определен период от време той няма право публично да използва „Астон Мартин“. Самият Ричардс има опит във Формула 1 като технически директор на Бенетон в периода 1997 – 1998 г. и шеф на БАР в периода 2001 – 2004 г. Продрайв F1 обаче не е сред трите одобрени от ФИА отбори.
През 2020 г. британският производител на спортни автомобили е придобит от консорциум от инвеститори, воден от канадския милиардер Лорънс Строл. Строл получава правата да използва името на автомобилния производител за своя отбор, известен преди това като „Рейсинг Пойнт“. Така след 60-годишно отсъствие през 2021 г. Астън Мартин се завръща във Формула 1, използвайки двигатели на „Мерцедес“ за своите болиди, и според „Таймс“ ще остане в шампионата до 2030 г. Строл инвестира значителни суми в обновяване на инфраструктурата, включително нова фабрика и модерен аеродинамичен тунел, и допълнителен персонал.
През сезон 2023 г. британският отбор печели 8 подиума и финишира на пето място при конструкторите. Успехите във Формула 1 се отразяват положително и на продажбите на автомобилите на „Астън Мартин“.
Петролната компания „Арамко“ от Саудитска Арабия е главен спонсор и основен партньор на „Астън Мартин“, съответно името ѝ е част от името на отбора.
Договорът с двукратния световен шампион Фернандо Алонсо е със срок поне до 2026 г.
През януари 2024 г. Андор Хегеудс, бивш член на екипа на „Ред Бул“ става старши конструктор на отбора.
На 12 февруари 2024 г. „Астън Мартин“ представя новия си болид за сезон 2024 г. – AMR24. Новият болид е в зелени цветове и е първият, който излиза от новата фабрика на „Астън Мартин“ в Силвърстоун. В същия ден са представени и новите шосейни модели Vantage и Vantage GT3.
На 28 май 2024 г. е обявено, че бившият шеф на „Ферари“ във Формула 1 – Матиа Биното, ще заеме позицията на главен технически директор в „Астън Мартин“ след като изтече едногодишното му ограничение след раздялата с Ферари.
През 2026 екипът предстои да започне да използва двигатели на „Хонда“ като част от партньорство с японския производител.

## Статистика
| 1959                                                                                 | Отбор                    | Пилоти    | ГЛВ | 200 | ИНТ | МОН | ИНД  | ХОЛ  | ФРА | ВЕЛ  | ГЕР | ПОР | ИТА  | ИГК | ССТ | САЩ |     |     |     | Т. |
| 1959                                                                                 | Дейвид Браун Корпорейшън | Салвадори |     |     | 2   |     |      | отп. |     | 6    |     | 6   | отп. |     |     |     |     |     |     | 0  |
| 1959                                                                                 | Дейвид Браун Корпорейшън | Шелби     |     |     | 6   |     |      | отп. |     | отп. |     | 8   | 10   |     |     |     |     |     |     | 0  |
| 1960                                                                                 | Отбор                    | Пилоти    | ЮАР | СБА | АРЖ | ГЛВ | ИНТ  | МОН  | ИНД | ХОЛ  | БЕЛ | ФРА | ВЕЛ  | ССТ | ПОР | ИТА | ЛОМ | ИГК | САЩ | Т. |
| 1960                                                                                 | Дейвид Браун Корпорейшън | Салвадори |     |     |     |     | отп. |      |     | дис  |     |     | отп. |     |     |     |     |     |     | 0  |
| 1960                                                                                 | Дейвид Браун Корпорейшън | Трентинян |     |     |     |     | 10   |      |     |      |     |     | 11   |     |     |     |     |     |     | 0  |
| С удебелен шрифт са състезанията от официалния календар, с наклонен – неофициалните. |                          |           |     |     |     |     |      |      |     |      |     |     |      |     |     |     |     |     |     |    |